# Пейн, Стэнли
Стэ́нли Джо́рдж Пе́йн (англ. Stanley George Payne; род. 9 июня 1934, Дентон, Техас) — американский исследователь истории Испании и европейского фашизма, Ph.D. Работал в Висконсинском университете в Мадисоне.

## Биография и научная работа
Получил степени бакалавр гуманитарных наук (B.A.) в Колледже Пасифик-Юнион, магистр искусств (M. A.) в Школе Клермонт-Грэдуэйт и Ph.D. в Колумбийском университете.
В 1959—1960 годах был преподавателем в Колумбийском университете. В 1960 году преподаватель в Хантерском колледже. В 1960—1962 годах преподаватель в Университете Миннесоты. В 1962—1968 годах доцент (assistant professor) в Калифорнийском университете в Лос-Анджелесе. В 1966—1967 годах заместитель заведующего историческим факультетом Калифорнийского университета в Лос-Анджелесе. В 1968—2005 годах профессор Университета Висконсина. В 1979—1982 годах заведующий историческим факультетом. В 2005 году вышел на пенсию как заслуженный профессор (professor emeritus).
По мнению политолога Роджера Гриффина, Пейн является одним из самых известных современных теоретиков фашизма и известен своим типологическим описанием фашизма.
Немецкий историк Эрнст Нольте в качестве основы фашизма выделял три идеологических «анти-»: антимарксизм, антилиберализм и антиконсерватизм. К ним добавляются две характеристики движения: принцип лидерства и партийность. Пейн к трём «анти-» Нольте добавляет следующие характеристики: национализм, авторитарный этатизм, корпоративизм, синдикализм, империализм, идеализм, волюнтаризм, романтизм, мистицизм, милитаризм, насилие.
Для идентификации фашизма Пейн сформулировал подробный список характеристик, включая создание авторитарного государства; регулируемого государством экономического сектора; фашистская символика; антилиберализм; антикоммунизм и антиконсерватизм. Он рассматривает ликвидацию автономии или, в некоторых случаях, ликвидацию самого существования крупномасштабного капитализма как общую цель всех фашистских движений.
По мнению Гриффина, почва для возникшего в 1990-х годах «нового консенсуса» в исследованиях фашизма, существующего главным образом в англоязычных социальных науках, была подготовлена рядом попыток сформулировать общую теорию фашизма, предпринятых, прежде всего, Стэнли Пейном.
По мнению Пейна, в отдельных аспектах нацизм соответствовал советскому коммунизму в гораздо большей степени, чем предполагается в рамках общего понимания фашизма.

## Некоторые публикации
- Falange: A History of Spanish Fascism. — Stanford University Press, 1961. — P. 316. — ISBN 0758134452.
- Politics and the Military in Modern Spain, 1967
- Franco’s Spain, 1967
- The Spanish Revolution, 1970
- A History of Spain and Portugal (2 vol 1973) full text online free vol 1 before 1700; full text online free vol 2 after 1700; standard scholarly history
- Basque Nationalism, 1975
- La revolución y la guerra civil española, 1976
- Fascism: Comparison and Definition. — Madison : University of Wisconsin Press, 1980.
  - Fascism: Comparison and Definition. — Madison : University of Wisconsin Press, 1983. — ISBN 978-0299080648.
- Spanish Catholicism: An Historical Overview, 1984
- The Franco Regime, 1936—1975. — Madison : The University of Wisconsin Press, 1987. — ISBN 978-0-299-11074-1.
  - The Franco Regime 1936—1975, 1988
- Franco: El perfil de la historia, 1992
- Spain’s First Democracy: The Second Republic, 1931—1936, 1993
- A History of Fascism, 1914—1945. — Madison : University of Wisconsin Press, 1995. — ISBN 978-0-299-14874-4. online; another copy.
  - A History of Fascism, 1914—1945. — Routledge, 1996. — ISBN 1857285956.
  - A history of fascism, 1914—1945. — Digital printing edition. — Oxon, England, UK : Routledge, 2005.
- El primer franquismo, 1939—1959: Los años de la autarquía, 1998
- Fascism in Spain 1923—1977, 2000
- The Spanish Civil War, the Soviet Union, and Communism 1931—1939, 2004
- El colapso de la República: Los orígenes de la Guerra Civil 1933—1936, 2005
- The Collapse of the Spanish Republic, 1933—1936, 2006
- 40 preguntas fundamentales sobre la Guerra Civil, 2006
- Franco and Hitler: Spain, Germany, and World War II, 2008
- ¿Por qué la República perdió la guerra?, 2010
- Spain: A Unique History, 2011
- Civil War in Europe, 1905—1949, 2011
- La Europa revolucionaria: Las guerras civiles que marcaron el siglo XX, 2011
- The Spanish Civil War, 2012
- Franco: A Personal and Political Biography, 2014, with Jesús Palacios
- Franco: Una biografía personal y política, 2014, with Jesús Palacios
- El fascismo, 2014
- La Guerra Civil Española, 2014
- El camino al 18 de julio: La erosión de la democracia en España, diciembre de 1935 — julio de 1936, 2016
- 365 momentos clave de la historia de España, 2016
- En defensa de España : desmontando mitos y leyendas negras, 2017
- La revolución española, 1936—1939: Un estudio sobre la singularidad de la Guerra Civil, 2019